# Кватро Кашине (Алесандрија)
Кватро Кашине је насеље у Италији у округу Алесандрија, региону Пијемонт.
Према процени из 2011. у насељу је живело 180 становника. Насеље се налази на надморској висини од 130 м.